# 일리언 4
《일리언 4》(영어: Children of the Corn IV: The Gathering)는 미국에서 제작된 그레그 스펜스 감독의 1996년 비디오 초자연 슬래셔 영화 이다. 옥수수밭의 아이들 영화 프랜차이즈 시리즈 네 번째 작품이며, 전편은 《일리언 3》(1995)이다. 나오미 와츠가 처음으로 본인 이름을 출연진 명단 제일 윗줄에 올린 작품이며, 마크 샐링의 데뷔작이기도 하다. 게리 디퓨 등이 제작에 참여하였다.
1998년 줄거리상 연속성은 없는 속편 《일리언 5》가 나왔다.

## 줄거리
의대생 그레이스는 광장 공포증인 어머니 준을 돌보기 위해 잠시 고향 네브래스카주 그랜드 아일랜드로 돌아온다. 최근 준은 한 어린이 목사를 따르는 아이들과 관련한 악몽을 연속해서 꾸고 있다.
곧 마을 아이들은 본인들의 정체를 부정하고 과거에 죽은 마을 아이들이라고 주장하기 시작한다. 아이들 혈액을 검사하자 이미 사망하여 부패한 시신 외에는 나올 수 없는 수치가 도출된다. 어린이 목사와 아이들은 준을 비롯한 마을 어른들을 살해하기 시작한다.
어린이 목사는 오래 전에 이 마을 주민인 한 여인에게서 사생아로 태어난 조사이아로 밝혀진다. 과거 조사이아를 거둔 순회 목사들은 조사이아가 어린이 목사로 촉망받으며 큰 돈벌이가 되자 성장을 멈추게 하려는 목적에서 조사이아에게 수은을 먹여 버렸다. 그러나 조사이아가 수은의 영향으로 광기만 얻자 목사들은 조사이아를 아예 어둠에게 바쳐 조사이아의 나이를 소년 시절에 고정해 버렸다. 이후 비밀이 새어 나가자 목사들은 조사이아를 내쳤고, 조사이아는 복수로 목사들을 살해하였다. 주민들은 악해진 조사이아를 함께 죽이기로 결의하였고, 옥수수밭에서 조사이아를 산 채로 태운 뒤 유해를 우물에 버리고 봉인하였던 것이다.
아이들은 모두 헛간에 모여 조사이아를 위해 피를 내놓는다. 그레이스의 여동생으로 자랐으나 실은 그레이스가 10대 시절 낳은 딸인 마거릿은 조사이아에게 영혼을 바치고 마는데...

## 출연진
- 나오미 와츠 - 그레이스 로즈 역
- 제이미 러네이 스미스 - 마거릿 로즈 역
- 캐런 블랙 - 준 로즈 역
- 브렌트 제닝스 - 도널드 앳킨스 역
- 마크 샐링 - 제임스 로즈 역
- 매리에타 매릭 - 로자 녹 역
- 서메리아 그레이엄 - 메리 앤 역: 그레이스의 동료이자 절친.
- 윌리엄 윈덤 - 롭 라슨 의사 역
- 리비 빌라리 - 마이클 어머니 역
- 제임스 크리그 - 스미츠 역
- 리처드 그로스 - 비그스 보안관 역
- 해리슨 영 - 부랑자 역

## 기타 제작진
- 협력 제작: 제이크 에벌리
- 배역: 도널드 폴 펨릭